# Тішек
Прем'єр-міністр Ірландії (Тішек, ірл. Taoiseach ірландська: [ˈt̪ˠiːʃəx]) — голова уряду та фактичний голова виконавчої влади Ірландії. Його кандидатуру висуває Палата представників і затверджує Президент Ірландії.
З 23 січня 2025 року посаду прем'єр-міністра обіймає Міхал Мартін — лідер партії «Фіанна Файл».

### Походження та етимологія
Слова Taoiseach і Tánaiste (заступник прем’єр-міністра) походять з ірландської мови та мають давнє походження. Хоча Taoiseach описується в Конституції Ірландії як "голова уряду або прем'єр-міністр", його дослівний переклад - «вождь» або «лідер». Хоча Еймон де Валера, який запровадив цю посаду в 1937, був демократичним політиком, який у минулому був пов’язаний з воєнізованими формуваннями, деякі зауважили, що значення «лідер» у 1937 зробив титул подібним до титулів фашистських диктаторів того часу, таких як Führer (для Адольфа Гітлера), Duce (для Беніто Муссоліні) та Caudillo (для Франсіско Франко). Tánaiste, у свою чергу, відноситься до системи таністрі, гельської системи престолонаслідування, за якою вождь призначав спадкоємця ще за життя.

## Перелік прем'єр-міністрів Ірландії
- Кахал Бру — 1919;
- Еймон де Валера — 1919—1922;
- Майкл Коллінз — 1922;
- Артур Ґріффіт — 1922;
- Вільям Косгрейв — 1922—1932;
- Еймон де Валера — 1932—1948;
- Джон Костелло — 1948—1951;
- Еймон де Валера — 1951—1954;
- Джон Костелло — 1954—1957;
- Еймон де Валера — 1957—1959;
- Шон Лемасс — 1959—1966;
- Джек Лінч — 1966—1973;
- Ліам Косгрейв — 1973—1977;
- Джек Лінч — 1977—1979;
- Чарльз Гогі — 1979—1981;
- Ґаррет Фітцджеральд — 1981—1982;
- Чарльз Гогі — 1982;
- Ґаррет Фітцджеральд — 1982—1987;
- Чарльз Гогі — 1987—1992;
- Альберт Рейнольдс — 1992—1994;
- Джон Братон — 1994—1997;
- Берті Агерн — 1997—2008;
- Браян Ковен — 2008—2011;
- Енда Кенні — 2011—2017;
- Лео Варадкар — 2017—2020;
- Міхал Мартін — 2020—2022;
- Лео Варадкар — 2022—2024;
- Саймон Гарріс — 2024—2025;
- Міхал Мартін — з 23 січня 2025.

## Нотатки
1. ↑  Стаття 13.1.1 і стаття 28.5.1 Конституції Ірландії. Останнє положення гласить: «Глава уряду чи прем'єр-міністр має іменуватися й у цієї Конституції іменуватися Taoiseach»[1].